# Tylosis maculatus
Tylosis maculatus är en skalbaggsart som beskrevs av Leconte 1850. Tylosis maculatus ingår i släktet Tylosis och familjen långhorningar. Inga underarter finns listade i Catalogue of Life.

## Bildgalleri

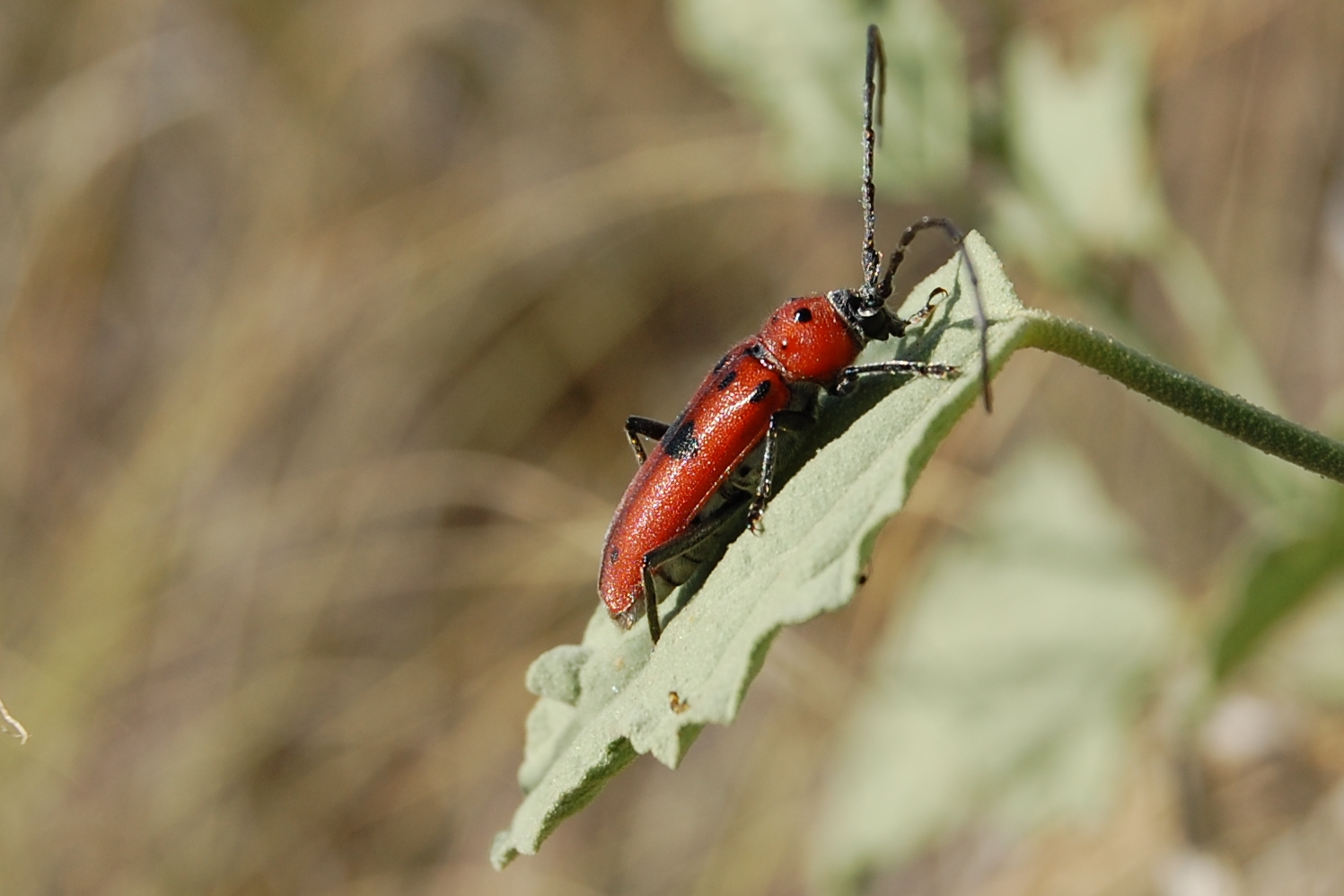
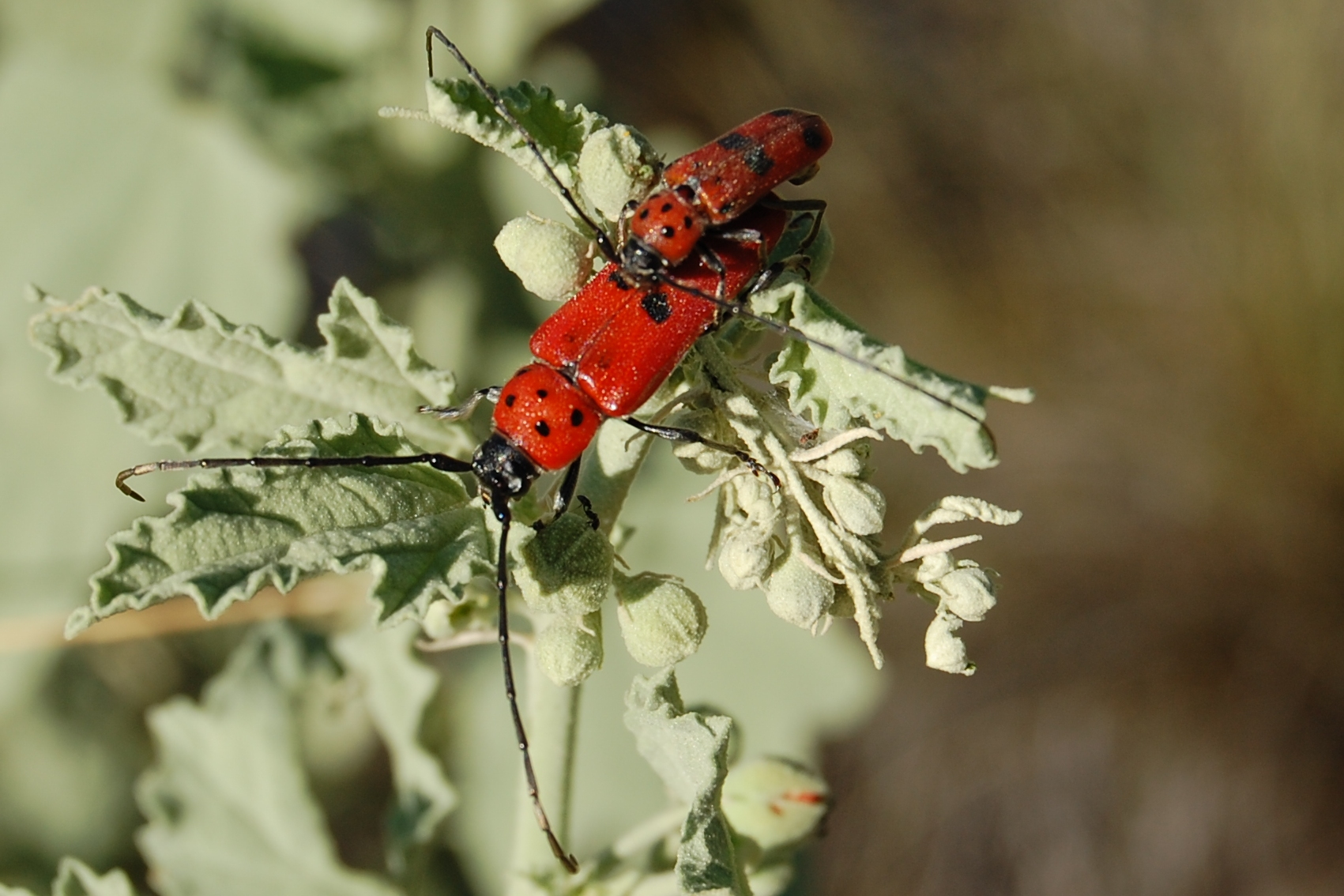
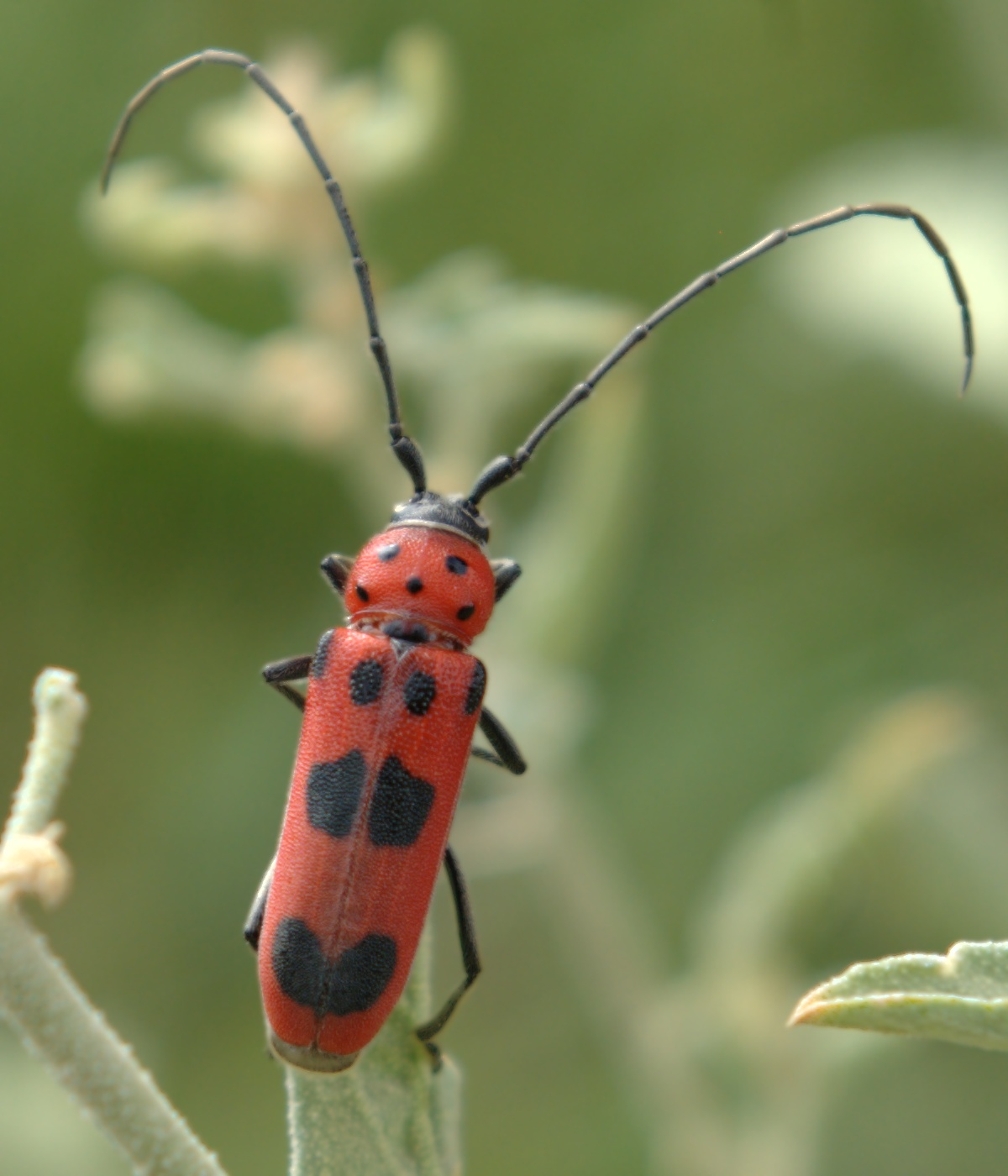